# 愛国勤労党
愛国勤労党（あいこくきんろうとう）は1930年2月に成立した政治結社。

## 概要
上杉慎吉門下の天野辰夫・中谷武世らの帝大七生社の一派と高畠素之門下の矢部周・神永文三・小栗慶太郎らの売文社の一派とが合同して成立した。後に新日本国民同盟にも参加した。
鹿子木員信博士を顧問とし、「綱領」には「一君万民、君民一家の本義に基づき、搾取なき国家の建設」を掲げた。